# Осек (гміна, Старогардський повіт)
Гміна Осек (пол. Gmina Osiek) — сільська гміна у північній Польщі. Належить до Старогардського повіту Поморського воєводства.
Станом на 31 грудня 2011 у гміні проживало 2477 осіб.

## Територія
Згідно з даними за 2007 рік площа гміни становила 155.63 км², у тому числі:
- орні землі: 17.00%
- ліси: 71.00%

Таким чином, площа гміни становить 11.57% площі повіту.

## Населення
Станом на 31 грудня 2011:
| Опис     | Загалом | Загалом | Чоловіки | Чоловіки | Жінки | Жінки |
| -------- | ------- | ------- | -------- | -------- | ----- | ----- |
| одиниця  | осіб    | %       | осіб     | %        | осіб  | %     |
| все      | 2477    | 100     | 1262     | 50.95    | 1215  | 49.05 |
| міське   | 0       | 100     | 0        |          | 0     |       |
| сільське | 2477    | 100     | 1262     | 50.95    | 1215  | 49.05 |

## Сусідні гміни
Гміна Осек межує з такими гмінами: Варлюбе, Любіхово, Нове, Осе, Осечна, Скурч, Скурч, Сментово-Гранічне, Шлівіце.